# Most (oenologie)

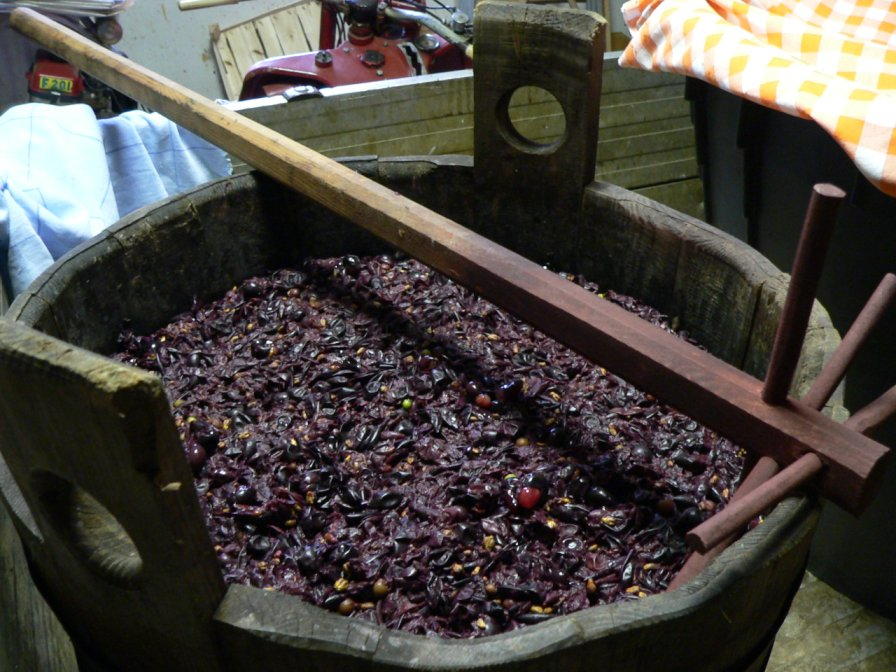
Most

Most, afgeleid van het Latijnse 'vinum mustum',  is in de wijnmakerij de naam voor het vers geperste, maar nog niet vergiste sap van druiven of andere vruchten. Voor rode wijn van druiven bestaat de most uit de gekneusde druiven inclusief schillen, pitten en eventueel stelen. Voor witte wijn van druiven wordt het sap van witte (blanc des blancs) of van blauwe druiven (blanc de noirs) gescheiden van de schillen en pitten, al dan niet met schilinweking voor een blanc des blancs. Rosé ontstaat door kortstondig contact van de most met de schillen van rode druiven.
Op de schil van druiven zitten gistcellen. Als druiven worden geperst dan treedt spontane gisting op, maar meestal  wordt speciale gist toegevoegd om het gistingsproces te sturen. Bij commerciële verhandeling en vervoer mag de most maximaal één volumeprocent alcohol bevatten. Door middel van vacuümdestillatie, osmose- of vriesdroogtechnieken kan men het watergehalte van de most wijzigen, zodat de smaak al vanaf de vinificatie gestuurd kan worden.

## Mostgewicht
Most bestaat voor een bepaald deel uit suiker die tijdens het gistingsproces wordt omgezet in alcohol en koolzuur. Om het deel suiker te kunnen bepalen zijn meerdere methoden in gebruik. Verschillende landen hebben hun (historische) voorkeur. Overigens, de methoden met bijbehorende waarden worden niet alleen voor most gebruikt, maar ook wel voor andere vruchtensappen en suikerhoudende vloeistoffen.
| Naam waarde                | Afgekort / uitdrukkingswaarde | Landen waar voornamelijk toegepast                                         |
| -------------------------- | ----------------------------- | -------------------------------------------------------------------------- |
| Grad Oechsle               | ° Oechsle of ° Oe             | Duitsland Luxemburg Zwitserland                                            |
| Klosterneuburger Mostwaage | ° KMW                         | Oostenrijk Hongarije Slowakije de voormalige staten van Joegoslavië Italië |
| Baumé                      | ° Bé                          | Frankrijk Portugal Spanje                                                  |